# 武者小路実陰
武者小路 実陰（むしゃのこうじ さねかげ）は、江戸時代前期から中期にかけての公卿・歌人。官位は従一位・准大臣。武者小路家2代当主。

## 経歴
西郊家に生まれ、実父は正親町三条家庶流の院参の公家西郊実信であったが、大伯父で堂上家の武者小路公種の養子となり武者小路家を継ぐ。実陰が養子に出る事により西郊家は一度絶えたが、実陰の次男・重季により再興された。
和歌の師である霊元上皇から古今伝授を受け、また三条西実教にも師事した。清水谷実業、中院通躬らと共に霊元院歌壇における代表的な歌人であった。弟子に似雲がいる。
非参議・参議として長らく朝廷に仕え、宝永4年（1703年）には勅使として関東に下向した。正徳5年（1715年）55歳の時に中納言に任じられた。
また享保9年（1724年）、64歳の時にはさらに大納言に昇進し、先任の大納言である滋野井公澄の祝いの和歌に対し
「老いて又　かかる恵みの位山　のぼらん道も　おもいがけしや」
と詠んだ。

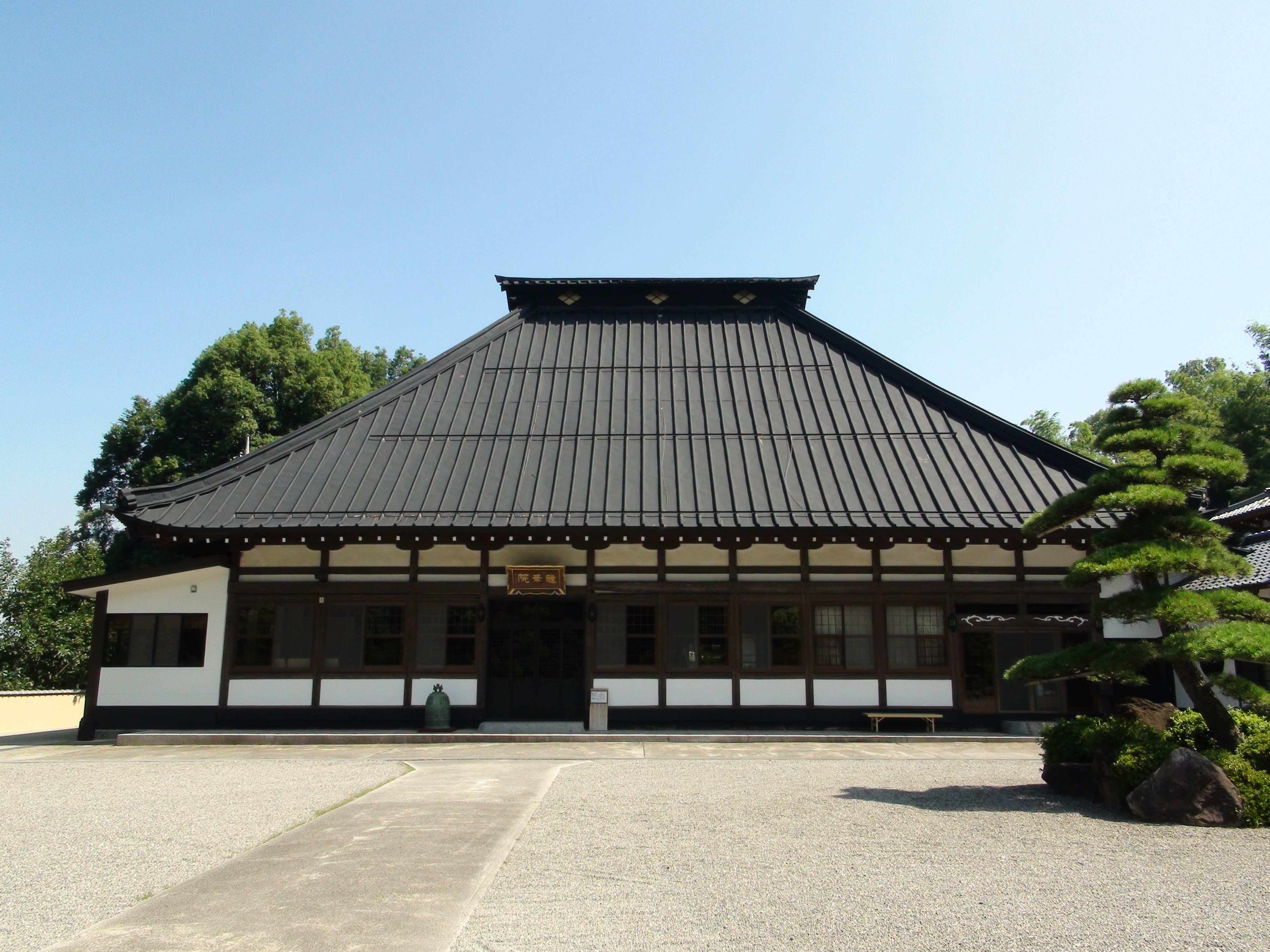
竜華院

享保年間には甲府藩2代藩主・柳沢吉里は中御門天皇の勅命を得て、中院通躬ら7人の公家に甲斐国の名所を詠んだ和歌を作らせ、これらの歌を「甲斐八景」と定めた。実陰ら甲斐八景の和歌を詠んだ公家はいずれも甲斐を訪れていないため実景のイメージと異なる点もあるが、実陰は「竜華秋月」と題して、現在の山梨県甲府市上曽根町に所在する曹洞宗寺院・龍華院から見た秋月を詠んだ「名にしおはゝ峰なる秋の月やしるその暁の花のひかりも」の歌を残している。
さらに元文3年（1738年）には死の直前にあたり、新家の羽林家としては破格の従一位に叙され、准大臣に任じられた。これは長年にわたる朝廷への出仕と、中御門・桜町両天皇の歌道師範となる等、歌道への多大な貢献が評価された結果とされる。同年9月30日、薨去。
霊元上皇の皇子である一乗院宮尊賞法親王とは、同じ歌人仲間として非常に深い親交があった。
歌論書に『初学考鑑』、『詞林拾集』（似雲編纂）、『高松重季卿聞書』、家集に『芳雲集』（武者小路実岳編纂）がある。子孫には高松公祐（たかまつきんさち）等の有名な歌人がいる。
長寿であり歌道家であったため、おびただしい数の遺墨が残る。

## 系譜
- 父：西郊実信
- 母：不詳
- 養父：武者小路公種
- 妻：不詳
  - 男子：武者小路公野
  - 男子：高松重季